# انتونیو نوتارو
انتونیو نوتارو (انگلیسی: Antonio Notario؛ زادهٔ ۱۹ نوامبر ۱۹۷۲) بازیکن فوتبال اهل اسپانیا است.
از باشگاه‌هایی که در آن بازی کرده‌است می‌توان به باشگاه فوتبال رئال مورسیا، باشگاه فوتبال آلباسته بالومپیه، باشگاه فوتبال سلتاویگو، باشگاه فوتبال گرانادا، و باشگاه فوتبال سویا اشاره کرد.
وی همچنین در تیم‌های ملی فوتبال زیر ۱۹ سال اسپانیا و زیر ۲۳ سال اسپانیا بازی کرده‌است.